# IBM System/36
 (signalé en août 2025).
Si vous disposez d'ouvrages ou d'articles de référence ou si vous connaissez des sites web de qualité traitant du thème abordé ici, merci de compléter l'article en donnant les références utiles à sa vérifiabilité et en les liant à la section « Notes et références ».
- Archive Wikiwix
- Bing
- Cairn
- DuckDuckGo
- E. Universalis
- Gallica
- Google
- G. Books
- G. News
- G. Scholar
- Persée
- Qwant
- (zh) Baidu
- (ru) Yandex
- (wd) trouver des œuvres sur Wikidata

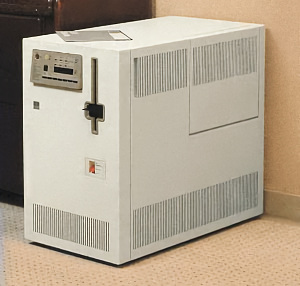
Un IBM System/36

La série System/3n fut lancée début 1970 pour devancer des poursuites de monopoles ou anti-trust contre IBM, ces équipements périphériques étaient tellement performants qu'ils surpassaient la concurrence, souvent par des accords de licence ils les redistribuaient en changeant de label et les couleurs.

## Description
L'idée de créer une gamme petit système était de faire migrer la technologie des cartes perforées, des tabulatrices et les tableaux à logique filaires vers les supports magnétiques et les programmes enregistrés. Un bac de cartes devenait un fichier séquentiel sur une bande magnétique, la maintenance de fichiers triés se faisait par l'insertion à la volée de mise à jour déjà triée. À l'arrivée des premiers disques on pouvait rechercher aléatoirement des enregistrements par la méthode de dichotomie et des index de lecture (path).
Le langage de choix était le RPG (report program generator), efficace pour la comptabilité car on pouvait décrire les entêtes de fichiers et leur colonage, donner des directives de tri, de rupture d'accumulation totaux et grands totaux et de mise en forme pour l'impression.
Initié à Rochester la gamme fut construite à plus de 100 000 unités sur les quatre continents de 1983 à 1986 puis émulées sur AS/400 9404 / 135 ou 140.
L'unité centrale IBM 5362 du système 36 fut déclinée en 12 modèles, très compacte supportait une mémoire de 128K à 512K et des disques de 15 à 120 millions caractères.